# Храм Святого Преображення Господнього (Нечаяне)

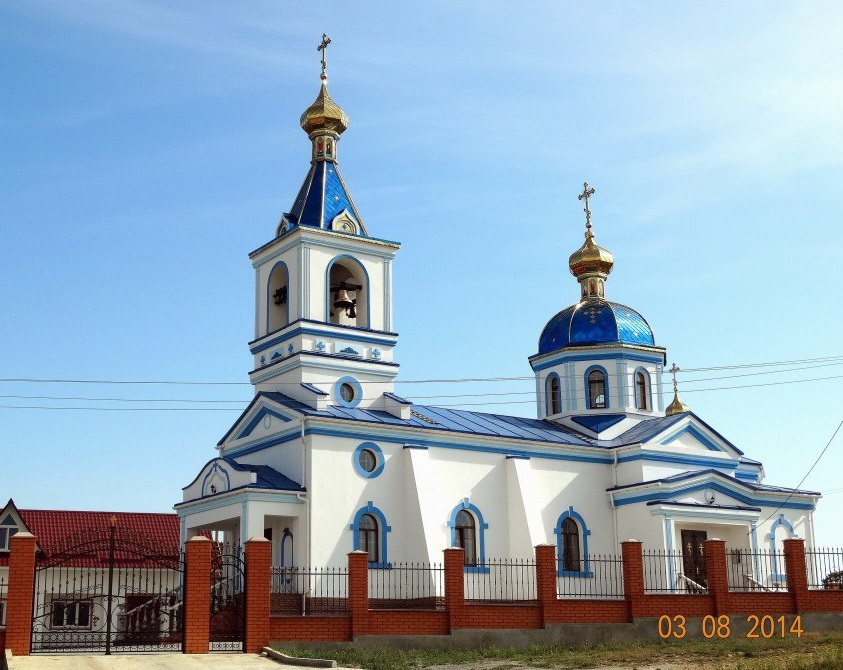
Храм Преображення Господнього в селі Нечаяне

## Історія

### Створення Херсонської єпархії та заснування храму в селі Нечаяне.

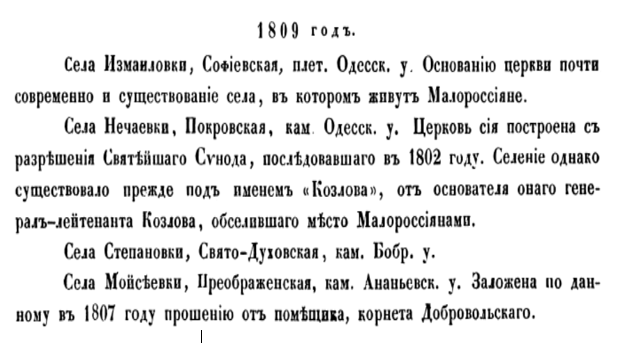
Сторінка 48 опису Гавріїла, де вказується дата заснування нечаянської церкви

В давнину люди були ближче до Бога — до церкви, вони складали єдине: церква була частиною людського буття. Вона була суспільним центром села, не формально, а по людському бажанню, і йшли туди не просто звершувати обряди, а самосвідомість вела туди народ.
Початок другої половини XVIII століття був особливо сприятливим для розвитку релігійного життя. У Новоросійську губернію влилося місто Миколаїв, яке було засноване у 1789 році за наказом князя Потьомкіна Таврійського.
Князь був віруючою людиною і тому віддав наказ будувати храми. Перша дерев'яна церква у Миколаєві була побудована у 1790 році. До числа найбільш ранніх за часом будівництва відноситься і церква в селі Нечаяному. Вперше про це згадується в книзі « Историко — хронологическое описание церквей епархии Херсонской и Таврической», яку склав архімандрит Гавриїл. Цей довідник був виданий у місті Одесі 1848 року.

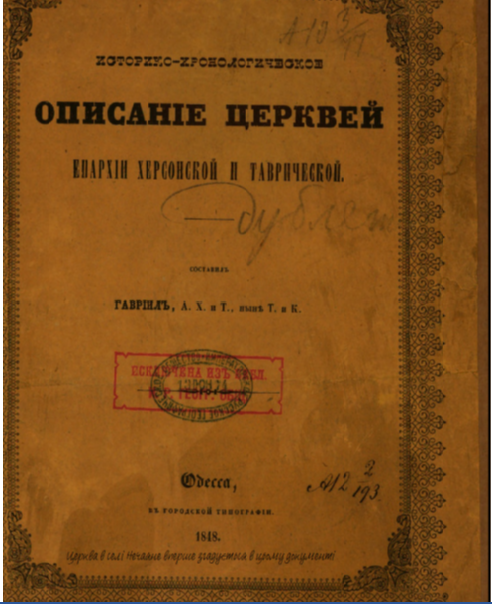
Историко — Архієпископ Херсонський та Таврійський Гавріїл (Розанов) описав церкви Херсонської єпархії (1848 р.)

За змістом цієї книги наша церква відноситься до « 5 эпохи, по кончине императора Павла І, и по возшествии на престол Александра І, при коем Екатеринославу возвращено прежнее имя, а архирейская кафедра из Новомиргорода перенесена в Екатеринослав, с наименованием Архиреев Екатеринославскими, Херсонскими и Таврическими …».
На сторінці 48 цього архівного документу записано, що у 1809 році в селі Нечаявка Одеського повіту побудований храм Покровський з дозволу Святійшого Синоду у 1802 році. Тут також записано, що поселення раніше існувало під назвою « Козлово» від засновника генерал — лейтенанта Козлова. Прихожанами храму були росіяни, кріпосні Козлова, вихідці із Тули та Рязані.
З більш пізнього джерела — довідкової книги Херсонської єпархії, яку видала Херсонська Духовна Консисторія у 1906 році, повідомляється, що в селі Нечаяне Нечаянської волості побудована кам'яна церква у 1822 році « … иждевенцами генерала Козлова, однопрестольная на честь Преображения Господнего…». Церква була побудована на гроші самого Козлова.

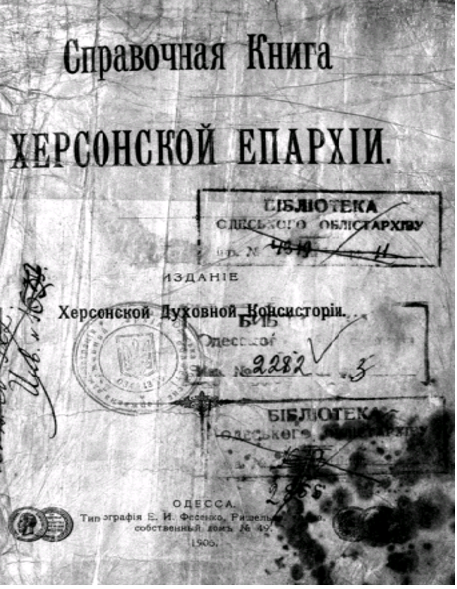
Довідник " Справочная книга Херсонской епархии " (Одеса, 1906 р.)

Ці факти підтверджують розповідь жителя села Нечаяне Долгова В. М. (1946 року народження, за освітою — журналіст), який розповів, що до 1822 року в селі існувала невеличка церква, яку знесли. Церква знаходилася на сучасній вулиці Садовій. Нова ж вже була побудована на тому місці, де стоїть сучасна.

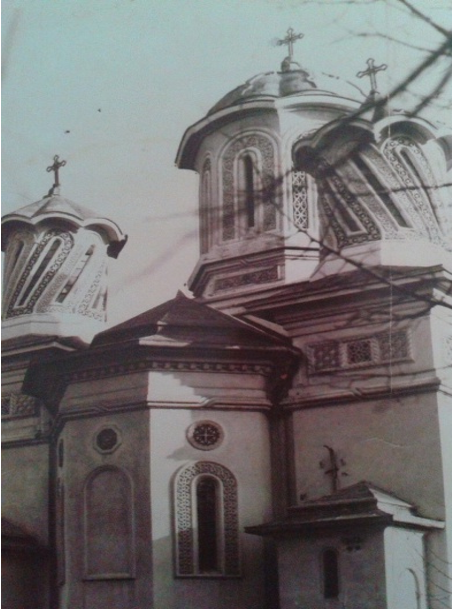
Храм Преображення Господнього в селі Нечаяне, який побудували в 1982 році.

Біля церкви був збудований склеп з білого ракушняка, — продовжував пригадувати Віктор, — він був двоповерховий. В цьому склепі ховали своїх близьких місцеві поміщики Козлові, а згодом -Сухомлинові.
Церкву по праву можна назвати адміністративним центром села, священники вели облік чисельності населення. В храмі велися церковні книги. В них вказувалися відомості про народжених, померлих, про одруження. Так, в 1906 році загальна кількість прихожан Нечаянської церкви досягала 1253 чоловіків та 1197 жінок.
Церква мала велике значення і в справі освіти населення. При Нечаянській церкві діяла церковно — приходська школа на 18 місць. В ній на 1906 рік навчалося 9 дітей.
Прихожанами в церкві були не тільки жителі Нечаяного, але й навколишніх сіл та хуторів: Данилівки — 620 чол. , Веселого Кута — 495 чол. , Дорофєєвки — 94 чол. , Борисоглєбівки — 50 чол. , Мар'янівки — 18 чол. , Должанова — 109 чол. , Лук'янівки — 80 чол.
Приходський батюшка є значущою фігурою на селі, його діяльність тісно пов'язана з життям прихожан від народження до смерті. Збереглися імена священнослужителів, які служили на той час в храмі Преображення Господнього в селі Нечаяному: Стоянов Кирило Георгійович (1874—1912 рр.), псаломщик. Він був сином диякона. Після звільнення з 2-го класу гімназії 11 березня 1894 року йому було надано місце псаломщика села Миколаївки Ананьївського повіту. Станом на 4 вересня 1902 року був переведений до Преображенської церкви села Нечаяне Одеського повіту. Цей запис був здійснений в газеті «Херсонские епархиальные ведомости», 1902 р. № 20 ст. 300.
Брюховецький Данило Іванович (1869 — ?? рр.), священник. У 1884 році закінчив Єлисаветградське духовне училище і в тому ж році прийнятий до 1-го класу Одеської духовної семінарії. У 1900 році служив у Миколаївській церкві села Александродару Одеського повіту, звідки 9 серпня 1900 року був переведений до Преображенської церкви села Нечаяного. В 1907 році був нагороджений скуфією. 6 травня 1916 року нагороджений комілавкою як учитель двокласного сільського училища села Нечаяного.

### Церква за період з 1917 року по 1990 рік.
Важливу роль в житті суспільства церква відігравала до початку ХХ століття Ні одна із сторін життя людей не обходилася без церкви і духовенства. До 1917 року сформувалася система управління церквою за загальноросійським зразком, значно покращився її матеріальний стан. Проте формування робітничого класу, поширення серед верств населення ідей соціалізму і атеїзму в останній чверті ХІХ століття сприяли процесу "охолодження " до церкви. Збільшилась кількість масових відмов від сповіді.
Дуже прикро, що про цей період з історії нашої церкви нам невідомий через те, що документи знищені, а очевидці тих подій в свій час не були опитані.

#### Кампанія закриття церков 1929—1930 років.
У 1929 році ситуація у взаємовідносинах православної церкви та держави кардинально змінилася. Почалася бурхлива кампанія щодо зняття дзвонів. У ті часи, в зв'язку з прийняттям плану індустріалізації країни, промисловість мала гостру потребу у великих обсягах міді і сплавів. До весни близько 90 % дзвонів було вилучено з церков Миколаївщини. Не оминула ця подія і дзвонів в Нечаянському храмі. За свідченнями Івченка В. П. , 1951 року народження, церковні дзвони знімали місцеві жителі. Серед них була і його бабуся Івченко Матрона Іванівна (1884—1971 рр.)
Почався новий наступ на релігію. Його головною метою було закриття церков та передача їх під культосвітні установи. Хоча досить часто вони перетворювалися просто у зерносховища.
Справжній « войовничий» наступ на курс закриття храмів розпочався у 30-ті роки. Велика кількість закривалась свавільною владою, яка не прислухалась до побажань населення. Нищилися не тільки ікони, вилучені у населення, по-варварському руйнувалися церковні іконостаси, серед них були унікальні витвори мистецтва. У 1935 році за наказом більшовиків було закрито Нечаянську церкву і заборонено звершувати богослужіння. По свідченням жителя села Долгова В. М., який деякий час вивчав історію нашого села, тодішній сільський голова Огністова Варвара, разом зі своїми приплічниками, наказала розібрати споруду. Позривавши ікони та скинувши їх на купу місцеві діячі почали танцювати на них.

#### Церква у 1944—1990рр.
1941 рік. Територія Миколаївської області була повністю окупована німецько-румунськими військами, які відразу ж почали насаджувати власні порядки. Церкву окупанти розглядали як інструмент впливу на населення, що, відповідно, мало усіляко підтримувати політику окупаційного режиму. У Миколаївській генеральній окрузі богослужіння почали відновлюватися вже восени 1941 року. Тоді ж було відновлено богослужіння і в селі Нечаяне.
На 1 липня 1944 року, тобто через три місяці після звільнення від німецько-фашистських загарбників, на території Миколаївської області нараховувалося 64 православні церкви і їх кількість продовжувала зростати. Усі вони примкнули до Московської Патріархії. Разом із звільненням Миколаївщини православне духовенство та віруючі почали активно працювати на Перемогу, їх патріотична діяльність виражалася не тільки в молитвах, а й в практичній допомозі: зборах коштів, їжі, одягу на потребу фронту. Не стояли осторонь і прихожани Нечаянської церкви. Вони передали військовому шпиталю харчів на 2336 крб.
У другій половині 1940-х років церкви знову починають передаватися на культурні та господарські потреби. У 1947—1948 рр. храм Преображення Господнього в селі Нечаяне зруйнували дощенту. За словами жителів села, каміння було використане для будівництва корівників в сусідньому селі.
Процес лібералізації суспільства, що почався наприкінці 50-х у першій половині 60-х років ХХ століття наклав певний відбиток на політику влади щодо релігії та церкви. Тому на прохання жителів села Нечаяне було відкрито Молитовний дім, де звершувалися богослужіння.

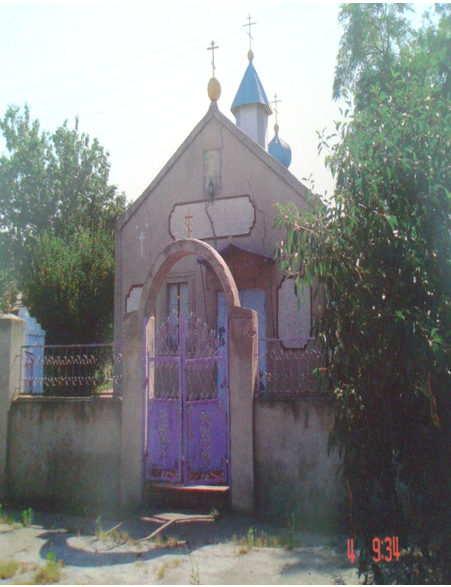
Молитовний дім, який було відкрито у 1950 році за проханням прихожан.

На місцевому кладовищі покоїться прах священників Чайковського Єрастра та протоієрея Токовило Іллі (1890—1976 рр.).
За свідченнями настоятеля храму, протоієрея С. Василишина, Чайковський Єрастр

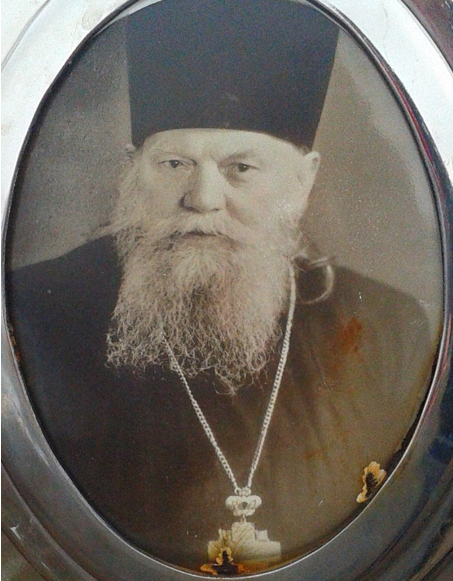
Протоірей Токовило І. (1890—1976 рр.) настоятель Нечаянського храму.
Похований на місцевому кладовищі.

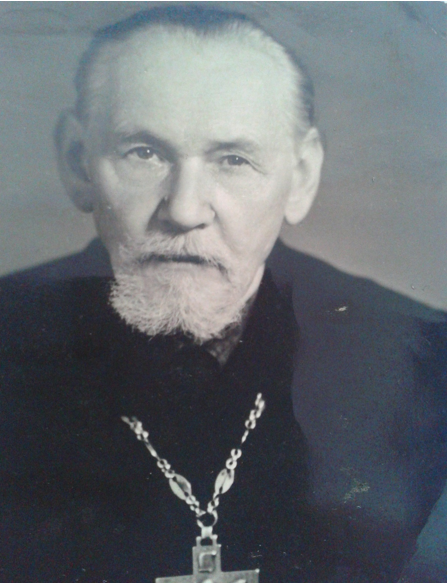
Протоієрей Чайковський Єраст Йосипович (1898—1978 рр.). Похований на місцевому кладовищі.

Але у 1961 році були створені комісії, які контролювали додержання радянського законодавства про релігійні культи, вистежували тих, хто хрестив дітей, особливо це стосувалося членів партії, комсомольців, працівників радянських установ. Від священників вимагали надавати списки тих, хто хрестив своїх дітей. Потім ці списки надсилали до райкомів партії та комсомолу, первинних організацій « для вжиття необхідних заходів».
В цей нелегкий для церкви час настоятелями храму Преображення Господнього були священники: Зику Овідій, Зику Валерій, Зику Борис, Куріца Микола, Володимир Бабич, Андріюк Віталій (80-ті рр.)
Лише у 1990 — і роки із здобуттям незалежної України, почалося масове відновлення храмів і повернення їх громадам віруючих. Над Україною знову почули церковні дзвони, почали будуватися нові храми.

### Будівництво нового храму Преображення Господнього (2009—2014рр.)

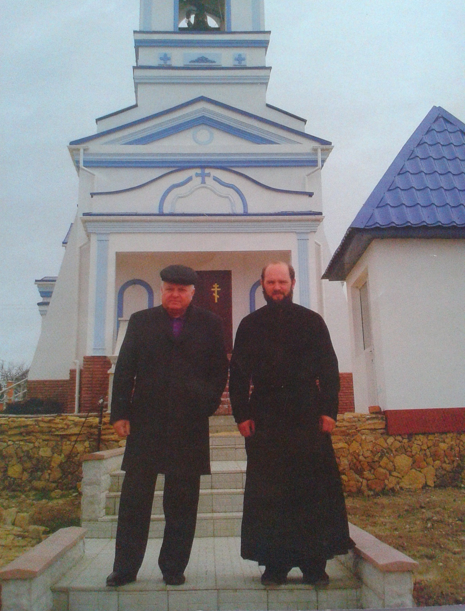
Настоятель храму Преображення Господнього протоієрей Василишин С. В. з головним жертводавцем Горбатовим В. М.

У 2000 році настоятелем Нечаянського храму став о. Сергій (Василишин). Він зацікавився долею знесеної церкви і тривалий час виношував мрію побудувати на місці зруйнованого новий, дуже красивий храм.
2009 рік. На церковних зборах вирішують розпочати будівництво.
12 червня 2009 року Владика Пітірім, секретар єпархії протоієрей Петро Струкало та духовенство 2-го Миколаївського благочиння звершили молебень та заклали капсулу для будівництва храму.
20 червня 2009 року розпочалося будівництво храму. Вся церковна громада допомагала копати траншеї під фундамент. На місце будівництва разом із дорослими приходили і школярі, і вчителі. Всі працювали завзято і з радістю. Після чого місцеві будівельники заклали фундамент.
Осінь 2010 року. Розпочалося зведення стін храму та дзвіниці, а рівно через рік, восени 2011 року, розпочалася робота над зведенням даху та дзвіниці храму. Жителі сіл Нечаяного, Данилівки, Іванівки допомагали продуктами та фінансами майстрам, які працювали на будівництві храму.
15 грудня 2011 рік. Митрополит Пітірім та духовенство 2-го Миколаївського благочиння здійснили освячення хрестів та куполів. 16 грудня 2011 року куполи вознесли на новозбудованому храмі.
Вересень 2012 рік. Благочинний протоієрей Віктор Сулима та священники благочиння звершили молебень освячення дзвонів.
Саме в цей період розпочався благоустрій території храму. Нечаянські майстри звели дуже красивий паркан. Було висаджено багато дерев та кущів. Кипіла робота і всередині храму. Було встановлено балкон для церковного хору. Не можна намилуватися дуже гарним іконостасом ! Над ним працювали Поліщук А. ,Поліщук Ю. та майстер В'ячеслав.
Не можна не згадати людей, без яких би цей проект був би неможливим. І серед них левова частка припадає на Горбатова В. М. , який не тільки фінансово, але й молитовно допомагав у будівництві храму. Горбатов В. М. — український політичний діяч, народний депутат України в 1994—2006 рр. , який родом із села Нечаяного. Великий внесок у відродження храму Преображення Господнього в селі Нечаяне зробив її настоятель протоієрей Сергій Василишин. Ось уже 15 років він прикладає великі зусилля, щоб відродити церковні традиції в нашому селі.